# Richard Teichmann
Richard Teichmann (Altenburgo, 24 de diciembre de 1868 - Berlín, 12 de junio de 1925) fue un jugador de ajedrez alemán. 
Se lo conocía por "Ricardo V" porque frecuentemente terminaba en el quinto lugar en los torneos en los que participaba. Pero en Karlsbad 1911, consiguió una victoria muy convincente, ganando a Akiba Rubinstein y a Carl Schlechter con la misma línea de Ruy López. 
Edward Lasker, primo lejano del gran ajedrecista Emanuel Lasker, y extraordinario jugador por derecho propio, a menudo recordaba la ingeniosa manera en que Teichmann demostró el triunfo sobre Schlechter en su libro Secretos del ajedrez aprendidos de los maestros I, y era un admirador de la maestría de su compatriota.
Tuvo puntuación positiva contra Alexander Alekhine (+3 -2 =2), empatando un partido en 1921 cuando Alekhine era considerado como el retador más evidente para el entonces campeón mundial José Raúl Capablanca. Incluso le ganó a Alekhine con piezas negras en el mundial de Berlín 1921: 
1. e4 e5 
2. Nf3 Nc6 
3. Bb5 a6 
4. Bxc6 dxc6 
5. Nc3 f6 
6. d4 exd4 
7. Qxd4 Qxd4 
8. Nxd4 Bd6 
9. Nde2 Ne7 
10. Bf4 Be6 
11. Bxd6 cxd6 
12. O-O-O O-O-O 
13. Rhe1 Bf7 
14. Nd4 Rhe8 
15. f3 Kc7
16. a4 b5 
17. axb5 axb5 
18. b4 Nc8 
19. Nf5 g6 
20. Ne3 Nb6 
21. Kb2 d5 
22. Rd4 f5 
23. Ra1 Nc8 
24. g4 dxe4 
25. Rxd8 Kxd8 
26. fxe4 f4 
27. Rd1+ Kc7 
28. Rf1 g5 
29. Nf5 Nd6 
30. Ra1 Nc4+ 
31. Kc1 Kb6 
32. Nd4 h5 
33. gxh5 Bxh5 
34. Nb3 f3 
35. Nd2 Ne3 
36. Ra3 f2 
37. Na4+ bxa4 
38. Rxe3 Rd8 0-1.
Los resultados de Teichmann contra Emmanuel Lasker y Capablanca no fueron tan buenos (+0 -4 =0 y +0 -2 =1 respectivamente). Sin embargo, pudo obtener victorias contra todos los más grandes jugadores de la época, como Carl Schlechter (+4 -2 =21), Frank Marshall (+7 -7 =17), Aron Nimzowitsch (+1 -1 =5), Siegbert Tarrasch (+5 -7 =2), Akiba Rubinstein (+5 -6 =11), Géza Maróczy (+1 -2 =12) y David Janowski (+4 -5 =4).